# NGC 3473
NGC 3473 est une vaste galaxie spirale barrée relativement éloignée et située dans la constellation du Lion. NGC 3473 a été découverte par l'astronome germano-britannique William Herschel en 1784.

## Caractéristiques
Sa vitesse par rapport au fond diffus cosmologique est de 9 492 ± 24 km/s, ce qui correspond à une distance de Hubble de 140,0 ± 9,8 Mpc (∼457 millions d'al).
La classe de luminosité de NGC 3473 est II.

## Paire de galaxies
Selon E.L. Turner, les galaxies NGC 3473 et NGC 3474 forment une paire de galaxies rapprochées.